# The Bishop's Wife
The Bishop's Wife es una película de comedia romántica estadounidense de 1947 producida por Samuel Goldwyn, dirigida por Henry Koster y protagonizada por Cary Grant, Loretta Young y David Niven. 
La trama trata sobre un ángel que ayuda a un obispo con sus problemas. La película fue adaptada por Leonardo Bercovici y Robert E. Sherwood de la novela homónima de 1928 de Robert Nathan.

## Sinopsis
Un ángel viene a la Tierra para ayudar a un ministro y a su esposa a recaudar fondos para una iglesia nueva. Sin embargo, el ministro es escéptico y no cree estar ante un auténtico ángel; y lo que es peor, se molesta por los continuos intentos del ángel de ayudarlos a él y a su esposa. Aunque finalmente las necesidades económicas le fuerzan a darle un voto de confianza a este supuesto ángel y a sus ideas...

## Reparto
- Cary Grant: Dudley
- Loretta Young: la señora Brougham
- David Niven: el obispo Henry Brougham
- Monty Woolley: el profesor Wutheridge
- James Gleason: Sylvester
- Gladys Cooper: la señora Agnes Hamilton
- Elsa Lanchester: Matilda
- Anne O'Neal: la señora Ward
- Ben Erway: el señor Perry
- Erville Alderson: Stevens